# أحمر الشفاه (فلم)
أحمر الشفاه هو فيلم الاغتصاب والإثارة والانتقام الأمريكي تم انتاجه عام 1976، وهو من إخراج لامونت جونسون، وبطولة مارغو همنغواي وكريس ساراندون وآن بانكروفت، وشقيقة مارغو الطفلة مارييل همنغواي التي تلعب دور أختها على الشاشة أيضاً. وتروي أحداث الفيلم حول قصة عارضة الأزياء التي يتم اغتصابها من قبل مدرس الموسيقى لأختها. وبعد إطلاق سراحه من السجن، يقوم بأغتصاب أختها، مما يجعلها تنتقم منه بطريقة وحشية.

## آراء حول الفيلم
حصل الفيلم على نسبة 14% في موقع الطماطم الفاسدة اعتماداً على سبعة آراء.
حيث لاقى الفيلم ردود أفعال سلبية من قبل النقاد، مع الكثير من الانتقادات التي تتركز حول معالجة الفيلم لموضوع الاغتصاب، التي اعتبرت على أنها استغلالية بحتة. الناقد السينمائي روجر إيبرت اعتبر أنه «مادة قليلة وسيئة متنكرة في بيان جريء على جريمة الاغتصاب، كان من الممكن أن يبدو البيان أجرأ قليلاً لو كان الفيلم لم ينتهي عند تفاصيل العنف والتخطيط للاغتصاب في حد ذاته، ومن ثم التعامل مع الانتقام على الأغلب كفكرة». صحيفة نيويورك تايمز اعتبرت إن الفيلم ساحر فوتوغرافياً، لكنها قالت إن «مكافحة فكرة الاغتصاب بطريقة الأفلام الرخيصة كانت دائماً ظاهرة».
مجلة (Variety) استعرضت الفيلم بوجهة نظر مماثلة، معلنة: «فيلم أحمر الشفاه بحجة كونه يتعامل بطريقة ذكية من مأساة اغتصاب أنثى، ولكنه بحلول الوقت الذي انتهى وكان الفيلم قد أظهر وجهها الحقيقي بتسخير العنف الكئيب».

## الممثلون
| ت  | اسم الممثل        | الدور            | ملاحظة        |
| -- | ----------------- | ---------------- | ------------- |
| 1  | مارغو همنغواي     | كريستين ماكورميك | الضحية        |
| 2  | كريس ساراندون     | جوردون ستيوارت   | مدرس الموسيقى |
| 3  | آن بانكروفت       | كارلا بوندي      | المدعي العام  |
| 4  | بيري كينغ         | ستيف إديسون      | حبيب كريستين  |
| 5  | روبن غاميل        | ناثان كارترايت   |               |
| 6  | جون بينيت بيري    | مارتن ماكورميك   | والد كريستين  |
| 7  | مارييل همنغواي    | كاثي ماكورميك    | شقيقة كريستين |
| 8  | فرانشيسكو سكافولو | فرانشيسكو        |               |
| 9  | ميغ ويلي          | الاخت مارغريت    |               |
| 10 | إنجا سوينسون      | الاخت مونيكا     |               |
| 11 | كاثرين ماكلويد    | سيدة موضة        |               |

## وصلات خارجية
- مقالات تستعمل روابط فنية بلا صلة مع ويكي بيانات
- أحمر الشفاه على موقع أول موفي.
- تريلر الفيلم على موقع اليوتيوب